# Brené Brown
Casandra Brené Brown assina como Brené Brown (San Antonio, 18 de novembro de 1965) é uma professora pesquisadora norte-americana, palestrante, escritora e apresentadora de podcast. Brown é conhecida em particular por sua pesquisa sobre vergonha, vulnerabilidade e liderança . Pesquisadora e acadêmica de longa data, Brown ficou famosa após uma palestra no TED em 2010, assistida por mais de 45 milhões de pessoas. Desde então, ela escreveu seis livros mais vendidos do  New York Times, apresenta dois podcasts e filmou uma palestra para a Netflix.

## Biografia
Brown nasceu em 18 de novembro de 1965,  em San Antonio, Texas, onde seus pais Charles Arthur Brown e Casandra Deanne Rogers  a batizaram na Igreja Episcopal . Ela é a mais velha de quatro filhos.  Sua família então se mudou para Nova Orleans . 
Brown completou um Bacharelado em Serviço Social na Universidade do Texas em Austin em 1995, seguido por um Mestrado em PhD em Serviço Social na Universidade de Houston em 2002. 
Embora batizada na Igreja Episcopal, sua família a criou como católica .  Mais tarde, ela deixou a Igreja Católica e retornou à comunidade episcopal com o marido e os filhos duas décadas depois.

### Família
Brown conheceu Steve Alley em 1987 e eles namoraram por sete anos antes do casamento em 1994. O casal tem dois filhos.   A família mora em Houston, Texas.

### Alcoolismo
Durante seu tempo no ensino superior, Brown descreveu o vício em uma combinação de álcool, tabagismo, alimentação emocional e um vício em controle. Brown parou de beber e fumar e foi à sua primeira reunião de Alcoólicos Anônimos em 12 de maio de 1996, um dia após a formatura de seu programa de mestrado. Ela está sóbria desde então e muitas vezes fala sobre o impacto positivo disso em sua vida. 

## Carreira

### Pesquisa e ensino
Brown passou décadas estudando os tópicos de coragem, vulnerabilidade, vergonha, empatia e liderança. Esses vários tópicos são pontos de vista diferentes que Brown usou para analisar a conexão humana e como ela funciona. 
Brown passou sua carreira de pesquisa como professora em uma de suas alma mater, a Faculdade de Serviço Social da Universidade de Houston . 
Brené também é fundadora e CEO da organização Brave Leaders, Inc., que leva a equipes, líderes, empreendedores e promotores de mudanças, programas baseados em evidências para fomentar a coragem.

## Palestras
Brown é mais conhecida por sua palestra TEDx de Houston em 2010, "The Power of Vulnerability" (O Poder da Vulnerabilidade), que é uma das cinco palestras TED mais assistidas. Essa popularidade mudou o trabalho de Brown de relativa obscuridade na academia para virar o centro das atenções.      Reggie Ugwu, do The New York Times, disse que este evento deu ao mundo "uma nova estrela da psicologia social". 
Isso levou à criação de sua palestra filmada, Brené Brown: The Call to Courage, que estreou na Netflix em 2019.  O USA Today o chamou de "uma mistura de discurso motivacional e especial de comédia stand-up".  Brown discute como e por que escolher a coragem ao invés do conforto, equiparando ser corajoso a ser vulnerável. De acordo com sua pesquisa, fazer isso nos abre ao amor, alegria e pertencimento, permitindo que nos conheçamos melhor e nos conectemos mais profundamente com outras pessoas. 
Brown também trabalha regularmente como oradora pública em eventos e empresas privadas, como na School of Life do Alain de Botton  e no Google e Disney . 

## Livros
- "Feminist Standpoint Theory" e "Shame Resilience Theory." no Contemporary human behavior theory: A Critical Perspective for Social Work. (2007) (S. P. Robbins, P. Chatterjee & E. R. Canda)
- I Thought It Was Just Me (But It Isn't): Telling the Truth About Perfectionism, Inadequacy and Power (2007) 
  - Eu Achava Que Isso Só Acontecia Comigo  (Sextante, 2019)
- Connections: A 12-Session Psychoeducational Shame-Resilience Curriculum (2009)
- The Gifts of Imperfection: Let Go of Who You Think You're Supposed to Be and Embrace Who You Are (2010) 
  - A Arte da Imperfeição: Abandone a Pessoa Que Você Acha Que Deve Ser e Seja Você Mesmo (Sextante, 2020)
- Daring Greatly: How the Courage to Be Vulnerable Transforms the Way We Live, Love, Parent and Lead (2012) 
  - A Coragem de Ser Imperfeito (Sextante, 2016)
- Rising Strong: The Reckoning, the Rumble, the Revolution (2015) 
  - Mais Forte do Que Nunca (Sextante, 2016)
- Braving the Wilderness: The Quest for True Belonging and the Courage to Stand Alone (2017) 
  - A Coragem de Ser Você Mesmo (Best Seller, 2021)
- Dare to Lead: Brave Work. Tough Conversations. Whole Hearts (2018) 
  - A Coragem Para Liderar: Trabalho Duro, Conversas Difíceis, Corações Plenos (Best Seller, 2019)
- The Gifts of Imperfection (10th Anniversary Edition) (2020)
- Atlas of the Heart (2021)

### Audiolivro
- O Poder da Vulnerabilidade (Sextante, 2021) Um curso em áudio que se baseia em três de seus livros: A coragem de ser imperfeito, A arte da imperfeição e Eu achava que isso só acontecia comigo.[17]